# Ostrý (berg i Tjeckien, Mähren-Schlesien)
Ostrý är ett berg i Tjeckien.   Det ligger i regionen Mähren-Schlesien, i den östra delen av landet, 300 km öster om huvudstaden Prag. Toppen på Ostrý är 1 045 meter över havet, eller 117 meter över den omgivande terrängen. Bredden vid basen är 2,5 km.
Terrängen runt Ostrý är huvudsakligen kuperad.Runt Ostrý är det tätbefolkat, med 369 invånare per kvadratkilometer. Närmaste större samhälle är Třinec, 8,5 km norr om Ostrý. Omgivningarna runt Ostrý är en mosaik av jordbruksmark och naturlig växtlighet.